# Basquetebol nos Jogos Pan-Americanos de 2023 - Masculino
O torneio masculino de basquetebol nos Jogos Pan-Americanos de 2023 foi realizado entre 31 de outubro e 4 de novembro no Poliesportivo 1 do Estádio Nacional, em Santiago. Oito equipes participaram do evento.

## Qualificação
As competições de basquetebol 5x5 tiveram a participação de oito equipes, constituídas por 12 jogadores. Uma vaga foi garantida ao país anfitrião, Chile, e o restante das equipes do masculino foi definida pelo resultado na Copa América de 2022.
| Evento               | Datas                    | Local  | Vagas | Classificados |
| -------------------- | ------------------------ | ------ | ----- | --- |
| País-sede            | —                        | —      | 1     | Chile |
| Copa América de 2022 | 2–11 de setembro de 2022 | Recife | 7     | Argentina · Brasil · Canadá* · Estados Unidos* · México · Panamá · República Dominicana · Porto Rico · Venezuela |
| Total                |                          |        | 8     | |

* As equipes dos Estados Unidos e Canadá optaram por não participar.

## Formato
As oito equipes foram divididas em dois grupos de quatro equipes. Cada equipe enfrenta as outras equipes do mesmo grupo, totalizando três jogos. As duas primeiras colocadas de cada grupo se classificam as semifinais e as restantes para jogos de definição do quinto e do sétimo lugar. Nas semifinais, as vencedoras disputam a medalha de ouro e as perdedoras a de bronze.

## Medalhistas
|  | ARG Argentina |  | VEN Venezuela |  | BRA Brasil |
|  | Santiago Scala Pedro Barral Franco Baralle Bautista Lugarini Javier Saiz Agustín Pérez Juan Bocca Lucas Giovannetti Fabián Ramírez Barrios Martín Cuello Tayavek Gallizzi Kevin Hernández |  | Edwind Mijares Kender Urbina Garly Sojo Elian Centeno José Ascanio Miguel Ruiz Windi Graterol Yohanner Sifontes Franger Pirela Edgar Martínez Néstor Colmenares Enrique Medina |  | Guilherme Pereira Scott Machado Felipe Sandoval Elio Corazza Neto Didi Louzada Danilo Fuzaro Lucas Dias Márcio Henrique Santos Wesley Castro Gabriel Galvanini Reynan dos Santos Maique Oliveira |

## Primeira fase
|  | Equipes classificadas à fase final          |
|  | Equipes classificadas à disputa de 5º lugar |
|  | Equipes classificadas à disputa de 7º lugar |

Todas as partidas seguem o fuso horário local (UTC−3).

### Grupo A
| Equipe                   | J | V | D | PF  | PC  | Dif | Pts |
| ------------------------ | - | - | - | --- | --- | --- | --- |
| ARG Argentina            | 3 | 3 | 0 | 262 | 246 | +16 | 6   |
| VEN Venezuela            | 3 | 2 | 1 | 257 | 253 | +4  | 5   |
| DOM República Dominicana | 3 | 1 | 2 | 252 | 227 | +25 | 4   |
| PAN Panamá               | 3 | 0 | 3 | 198 | 243 | –45 | 3   |

| 31 de outubro 10:30 | Relatório | Argentina                                                | 95–88 | Venezuela                                      | OT | Poliesportivo 1, Santiago Árbitros: PUR Jorge Vásquez PUR Johnny Batista BRA Alan dos Santos |  |
| 31 de outubro 10:30 | Relatório | Placar por quarto: 24–19, 22–11, 17–17, 14–30, OT: 18–11 |       |                                                | OT | Poliesportivo 1, Santiago Árbitros: PUR Jorge Vásquez PUR Johnny Batista BRA Alan dos Santos |  |
| 31 de outubro 10:30 | Relatório | Pts: Scala 23 Rbts: Saiz 10 Asts: Scala 6                |       | Pts: Sojo 22 Rbts: Graterol 10 Asts: Mijares 6 | OT | Poliesportivo 1, Santiago Árbitros: PUR Jorge Vásquez PUR Johnny Batista BRA Alan dos Santos |  |

| 31 de outubro 13:00 | Relatório | República Dominicana                          | 81–53 | Panamá                                      |  | Poliesportivo 1, Santiago Árbitros: PUR Luis Vásquez MEX Krishna Domínguez PUR Carmelo de la Rosa |  |
| 31 de outubro 13:00 | Relatório | Placar por quarto: 17–10, 13–24, 28–8, 23–11  |       |                                             |  | Poliesportivo 1, Santiago Árbitros: PUR Luis Vásquez MEX Krishna Domínguez PUR Carmelo de la Rosa |  |
| 31 de outubro 13:00 | Relatório | Pts: Guerrero 16 Rbts: Araújo 8 Asts: Suero 7 |       | Pts: Romero 13 Rbts: Romero 13 Asts: Hall 7 |  | Poliesportivo 1, Santiago Árbitros: PUR Luis Vásquez MEX Krishna Domínguez PUR Carmelo de la Rosa |  |

| 1 de novembro 10:30 | Relatório | Panamá                                        | 77–85 | Argentina                                              |  | Poliesportivo 1, Santiago Árbitros: PUR Johnny Batista CHI Felipe Ibarra BRA Fernando Leite |  |
| 1 de novembro 10:30 | Relatório | Placar por quarto: 15–22, 17–21, 28–25, 17–17 |       |                                                        |  | Poliesportivo 1, Santiago Árbitros: PUR Johnny Batista CHI Felipe Ibarra BRA Fernando Leite |  |
| 1 de novembro 10:30 | Relatório | Pts: Sánchez 21 Rbts: Romero 8 Asts: Hall 5   |       | Pts: Cuello 23 Rbts: Ramírez 8 Asts: Baralle, Cuello 5 |  | Poliesportivo 1, Santiago Árbitros: PUR Johnny Batista CHI Felipe Ibarra BRA Fernando Leite |  |

| 1 de novembro 13:00 | Relatório | Venezuela                                                   | 92–90 | República Dominicana                                 | OT | Poliesportivo 1, Santiago Árbitros: PUR Luis Vásquez BRA Alan dos Santos CAN Kevin Lei |  |
| 1 de novembro 13:00 | Relatório | Placar por quarto: 18–19, 14–19, 30–29, 19–17, OT: 11–9     |       |                                                      | OT | Poliesportivo 1, Santiago Árbitros: PUR Luis Vásquez BRA Alan dos Santos CAN Kevin Lei |  |
| 1 de novembro 13:00 | Relatório | Pts: Colmenares, Sojo 21 Rbts: Sojo 10 Asts: Pirela, Sojo 4 |       | Pts: Pérez 22 Rbts: Guerrero 8 Asts: Dicent, Suero 3 | OT | Poliesportivo 1, Santiago Árbitros: PUR Luis Vásquez BRA Alan dos Santos CAN Kevin Lei |  |

| 2 de novembro 10:30 | Relatório | Argentina                                             | 82–81 | República Dominicana                           | OT | Poliesportivo 1, Santiago Árbitros: PUR Johnny Batista ECU Kristian Páez BRA Alan dos Santos |  |
| 2 de novembro 10:30 | Relatório | Placar por quarto: 19–4, 23–25, 15–24, 17–21, OT: 8–7 |       |                                                | OT | Poliesportivo 1, Santiago Árbitros: PUR Johnny Batista ECU Kristian Páez BRA Alan dos Santos |  |
| 2 de novembro 10:30 | Relatório | Pts: Saiz 19 Rbts: Lugarini 9 Asts: Baralle, Scala 6  |       | Pts: Solano 30 Rbts: Guerrero 14 Asts: Suero 4 | OT | Poliesportivo 1, Santiago Árbitros: PUR Johnny Batista ECU Kristian Páez BRA Alan dos Santos |  |

| 2 de novembro 13:00 | Relatório | Panamá                                        | 68–77 | Venezuela                                                  |  | Poliesportivo 1, Santiago Árbitros: MEX Krishna Domínguez PUR Carmelo de la Rosa BRA Fernando Leite |  |
| 2 de novembro 13:00 | Relatório | Placar por quarto: 12–16, 29–23, 16–21, 11–17 |       |                                                            |  | Poliesportivo 1, Santiago Árbitros: MEX Krishna Domínguez PUR Carmelo de la Rosa BRA Fernando Leite |  |
| 2 de novembro 13:00 | Relatório | Pts: Sánchez 23 Rbts: Romero 13 Asts: Hall 4  |       | Pts: Sojo 22 Rbts: Colmenares 18 Asts: Ascanio, Sifontes 3 |  | Poliesportivo 1, Santiago Árbitros: MEX Krishna Domínguez PUR Carmelo de la Rosa BRA Fernando Leite |  |

### Grupo B
| Equipe         | J | V | D | PF  | PC  | Dif | Pts |
| -------------- | - | - | - | --- | --- | --- | --- |
| BRA Brasil     | 3 | 3 | 0 | 240 | 166 | +74 | 6   |
| MEX México     | 3 | 1 | 2 | 195 | 209 | –14 | 4   |
| CHI Chile      | 3 | 1 | 2 | 172 | 223 | –51 | 4   |
| PUR Porto Rico | 3 | 1 | 2 | 211 | 220 | –9  | 4   |

Confronto direto: México 1−1 (+6), Chile 1−1 (0), Porto Rico 1−1 (−6)
| 31 de outubro 17:00 | Relatório | México                                                  | 54–74 | Brasil                                                       |  | Poliesportivo 1, Santiago Árbitros: URU Andrés Bartel VEN Daniel García CAN Kevin Lei |  |
| 31 de outubro 17:00 | Relatório | Placar por quarto: 10–19, 13–23, 13–18, 18–14           |       |                                                              |  | Poliesportivo 1, Santiago Árbitros: URU Andrés Bartel VEN Daniel García CAN Kevin Lei |  |
| 31 de outubro 17:00 | Relatório | Pts: Jaimes, Valdés 9 Rbts: Camacho 5 Asts: Andriassi 3 |       | Pts: Galvanini 14 Rbts: Louzada, Galvanini 6 Asts: Corazza 4 |  | Poliesportivo 1, Santiago Árbitros: URU Andrés Bartel VEN Daniel García CAN Kevin Lei |  |

| 31 de outubro 20:00 | Relatório | Chile                                              | 66–70 | Porto Rico                                                           |  | Poliesportivo 1, Santiago Árbitros: PAN Julio Anaya CAN Michael Scott ARG Franco Anselmo |  |
| 31 de outubro 20:00 | Relatório | Placar por quarto: 18–14, 24–17, 15–20, 9–19       |       |                                                                      |  | Poliesportivo 1, Santiago Árbitros: PAN Julio Anaya CAN Michael Scott ARG Franco Anselmo |  |
| 31 de outubro 20:00 | Relatório | Pts: Carvacho 16 Rbts: Carvacho 11 Asts: Morales 6 |       | Pts: Vaughn 14 Rbts: Boyd, Cintrón, Matos, Rodríguez 5 Asts: Ortiz 5 |  | Poliesportivo 1, Santiago Árbitros: PAN Julio Anaya CAN Michael Scott ARG Franco Anselmo |  |

| 1 de novembro 17:00 | Relatório | Porto Rico                                    | 72–82 | México                                        |  | Poliesportivo 1, Santiago Árbitros: ARG Leonardo Zalazar ECU Kristian Páez CAN Michael Scott |  |
| 1 de novembro 17:00 | Relatório | Placar por quarto: 12–25, 24–20, 21–13, 15–24 |       |                                               |  | Poliesportivo 1, Santiago Árbitros: ARG Leonardo Zalazar ECU Kristian Páez CAN Michael Scott |  |
| 1 de novembro 17:00 | Relatório | Pts: Cruz 23 Rbts: Medina 7 Asts: Boyd 5      |       | Pts: Montano 24 Rbts: Ávalos 8 Asts: Ávalos 5 |  | Poliesportivo 1, Santiago Árbitros: ARG Leonardo Zalazar ECU Kristian Páez CAN Michael Scott |  |

| 1 de novembro 20:00 | Relatório | Brasil                                         | 94–43 | Chile                                        |  | Poliesportivo 1, Santiago Árbitros: VEN Daniel García COL Carlos Vélez HON Orlando Varela |  |
| 1 de novembro 20:00 | Relatório | Placar por quarto: 33–7, 20–8, 21–10, 20–18    |       |                                              |  | Poliesportivo 1, Santiago Árbitros: VEN Daniel García COL Carlos Vélez HON Orlando Varela |  |
| 1 de novembro 20:00 | Relatório | Pts: Dias 21 Rbts: Galvanini 7 Asts: Corazza 6 |       | Pts: Jones 9 Rbts: Carrión 4 Asts: Morales 5 |  | Poliesportivo 1, Santiago Árbitros: VEN Daniel García COL Carlos Vélez HON Orlando Varela |  |

| 2 de novembro 17:00 | Relatório | Brasil                                        | 72–69 | Porto Rico                                               |  | Poliesportivo 1, Santiago Árbitros: URU Andrés Bartel COL Carlos Vélez CAN Kevin Lei |  |
| 2 de novembro 17:00 | Relatório | Placar por quarto: 19–15, 13–21, 21–17, 19–16 |       |                                                          |  | Poliesportivo 1, Santiago Árbitros: URU Andrés Bartel COL Carlos Vélez CAN Kevin Lei |  |
| 2 de novembro 17:00 | Relatório | Pts: Dias 17 Rbts: Fuzaro 6 Asts: Corazza 6   |       | Pts: Boyd 18 Rbts: Cintrón 9 Asts: Boyd, Cintrón, Cruz 3 |  | Poliesportivo 1, Santiago Árbitros: URU Andrés Bartel COL Carlos Vélez CAN Kevin Lei |  |

| 2 de novembro 20:00 | Relatório | Chile                                              | 63–59 | México                                               |  | Poliesportivo 1, Santiago Árbitros: CAN Michael Scott HON Orlando Varela ARG Franco Anselmo |  |
| 2 de novembro 20:00 | Relatório | Placar por quarto: 14–11, 16–17, 21–22, 12–9       |       |                                                      |  | Poliesportivo 1, Santiago Árbitros: CAN Michael Scott HON Orlando Varela ARG Franco Anselmo |  |
| 2 de novembro 20:00 | Relatório | Pts: Carvacho 16 Rbts: Carvacho 12 Asts: Morales 8 |       | Pts: Gutiérrez 18 Rbts: Gutiérrez 13 Asts: De Haro 4 |  | Poliesportivo 1, Santiago Árbitros: CAN Michael Scott HON Orlando Varela ARG Franco Anselmo |  |

## Fase final
|  | Semifinais            | Semifinais |                       |    | Final | Final |
|  |                       |            |                       |    |       |       |
|  | 3 de novembro – 17:30 |            |                       |    |       |       |
|  |                       |            |                       |    |       |       |
|  | Argentina             | 108        |                       |    |       |       |
|  | Argentina             | 108        | 4 de novembro – 20:00 |    |       |       |
|  | México                | 73         |                       |    |       |       |
|  | México                | 73         | Argentina             | 79 |       |       |
|  | 3 de novembro – 20:00 |            | Argentina             | 79 |       |       |
|  |                       | Venezuela  | 65                    |    |       |       |
|  | Brasil                | Venezuela  | 65                    | 77 |       |       |
|  | Brasil                |            |                       | 77 |       |       |
|  | Venezuela             | 84         |                       |    |       |       |
|  | Venezuela             | 84         | 3º lugar              |    |       |       |
|  |                       |            |                       |    |       |       |
|  | 4 de novembro – 17:00 |            |                       |    |       |       |
|  |                       |            |                       |    |       |       |
|  | México                | 61         |                       |    |       |       |
|  | México                | 61         |                       |    |       |       |
|  | Brasil                | 73         |                       |    |       |       |

### Semifinais
| 3 de novembro 17:30 | Relatório | Argentina                                              | 102–73 | México                                            |  | Poliesportivo 1, Santiago Árbitros: PUR Jorge Vásquez PAN Julio Anaya CAN Kevin Lei |  |
| 3 de novembro 17:30 | Relatório | Placar por quarto: 25–26, 32–13, 26–24, 25–10          |        |                                                   |  | Poliesportivo 1, Santiago Árbitros: PUR Jorge Vásquez PAN Julio Anaya CAN Kevin Lei |  |
| 3 de novembro 17:30 | Relatório | Pts: Baralle 13 Rbts: Ramírez 8 Asts: Baralle, Scala 5 |        | Pts: Andriassi 15 Rbts: De Haro 5 Asts: Machado 4 |  | Poliesportivo 1, Santiago Árbitros: PUR Jorge Vásquez PAN Julio Anaya CAN Kevin Lei |  |

| 3 de novembro 20:00 | Relatório | Brasil                                             | 77–84 | Venezuela                                                |  | Poliesportivo 1, Santiago Árbitros: PUR Luis Vásquez CAN Michael Scott PUR Carmelo de la Rosa |  |
| 3 de novembro 20:00 | Relatório | Placar por quarto: 15–25, 22–31, 20–14, 20–14      |       |                                                          |  | Poliesportivo 1, Santiago Árbitros: PUR Luis Vásquez CAN Michael Scott PUR Carmelo de la Rosa |  |
| 3 de novembro 20:00 | Relatório | Pts: Pereira 22 Rbts: Galvanini 10 Asts: Corazza 8 |       | Pts: Sifontes 22 Rbts: Colmenares, Sojo 7 Asts: Pirela 6 |  | Poliesportivo 1, Santiago Árbitros: PUR Luis Vásquez CAN Michael Scott PUR Carmelo de la Rosa |  |

### Disputa pelo sétimo lugar
| 3 de novembro 10:30 | Relatório | Panamá                                       | 49–89 | Porto Rico                                      |  | Poliesportivo 1, Santiago Árbitros: ARG Leonardo Zalazar VEN Daniel García ARG Franco Anselmo |  |
| 3 de novembro 10:30 | Relatório | Placar por quarto: 9–21, 8–19, 17–24, 15–25  |       |                                                 |  | Poliesportivo 1, Santiago Árbitros: ARG Leonardo Zalazar VEN Daniel García ARG Franco Anselmo |  |
| 3 de novembro 10:30 | Relatório | Pts: Quintero 17 Rbts: Romero 9 Asts: Hall 4 |       | Pts: Ocasio 25 Rbts: Cintrón 10 Asts: Cintrón 5 |  | Poliesportivo 1, Santiago Árbitros: ARG Leonardo Zalazar VEN Daniel García ARG Franco Anselmo |  |

### Disputa pelo quinto lugar
| 3 de novembro 13:00 | Relatório | República Dominicana                                       | 75–83 | Chile                                              |  | Poliesportivo 1, Santiago Árbitros: URU Andrés Bartel MEX Krishna Domínguez BRA Fernando Leite |  |
| 3 de novembro 13:00 | Relatório | Placar por quarto: 15–29, 19–9, 12–20, 29–25               |       |                                                    |  | Poliesportivo 1, Santiago Árbitros: URU Andrés Bartel MEX Krishna Domínguez BRA Fernando Leite |  |
| 3 de novembro 13:00 | Relatório | Pts: Suero 15 Rbts: Solano 7 Asts: Dicent, Solano, Suero 4 |       | Pts: Carvacho 24 Rbts: Morales 11 Asts: Morales 12 |  | Poliesportivo 1, Santiago Árbitros: URU Andrés Bartel MEX Krishna Domínguez BRA Fernando Leite |  |

### Disputa pelo bronze
| 4 de novembro 17:00 | Relatório | México                                         | 61–73 | Brasil                                         |  | Poliesportivo 1, Santiago Árbitros: PUR Jorge Vásquez ARG Leonardo Zalazar PUR Johnny Batista |  |
| 4 de novembro 17:00 | Relatório | Placar por quarto: 10–21, 13–18, 17–17, 21–17  |       |                                                |  | Poliesportivo 1, Santiago Árbitros: PUR Jorge Vásquez ARG Leonardo Zalazar PUR Johnny Batista |  |
| 4 de novembro 17:00 | Relatório | Pts: Montano 16 Rbts: Jaimes 8 Asts: Montano 4 |       | Pts: Santos 18 Rbts: Galvanini 10 Asts: Dias 5 |  | Poliesportivo 1, Santiago Árbitros: PUR Jorge Vásquez ARG Leonardo Zalazar PUR Johnny Batista |  |

### Disputa pelo ouro
| 4 de novembro 20:00 | Relatório | Argentina                                     | 79–65 | Venezuela                                         |  | Poliesportivo 1, Santiago Árbitros: PUR Luis Vásquez PAN Julio Anaya URU Andrés Bartel |  |
| 4 de novembro 20:00 | Relatório | Placar por quarto: 17–12, 26–22, 27–10, 9–21  |       |                                                   |  | Poliesportivo 1, Santiago Árbitros: PUR Luis Vásquez PAN Julio Anaya URU Andrés Bartel |  |
| 4 de novembro 20:00 | Relatório | Pts: Lugarini 17 Rbts: Saiz 10 Asts: Cuello 4 |       | Pts: Sojo 17 Rbts: Colmenares 10 Asts: Sifontes 3 |  | Poliesportivo 1, Santiago Árbitros: PUR Luis Vásquez PAN Julio Anaya URU Andrés Bartel |  |

## Classificação final
| Pos.              | Equipe               | Campanha | Campanha | Campanha |
| Pos.              | Equipe               | V        | D        |          |
| ----------------- | -------------------- | -------- | -------- | -------- |
| Medalha de ouro   | Argentina            | 5        | 0        |          |
| Medalha de prata  | Venezuela            | 3        | 2        |          |
| Medalha de bronze | Brasil               | 4        | 1        |          |
| 4                 | México               | 1        | 4        |          |
| 5                 | Chile                | 2        | 2        |          |
| 6                 | República Dominicana | 1        | 3        |          |
| 7                 | Porto Rico           | 2        | 2        |          |
| 8                 | Panamá               | 0        | 4        |          |